# Metallschleifer
Der Metallschleifer ist in Deutschland ein staatlich anerkannter Ausbildungsberuf nach dem Berufsbildungsgesetz (BBiG).

## Ausbildungsdauer und Struktur
Die Ausbildungsdauer zum Metallschleifer beträgt in der Regel zwei Jahre. Die Ausbildung erfolgt an den Lernorten Betrieb und Berufsschule.
Der Beruf gilt als so genannter „Alt-Metall-Beruf“, da er bereits vor dem Inkrafttreten des Berufsbildungsgesetzes existiert. Er wurde am 7. März 1939 anerkannt. Diese Berufe gelten nach § 108 Abs. 1 BBiG als Ausbildungsberufe im Sinne des § 25 BBiG, bis eine reguläre Ausbildungsordnung geschaffen wird.

## Arbeitsgebiete
Metallschleifer bearbeiten die Oberfläche von Objekte aus Eisen, Stahl oder Nichteisenmetalle. Das können Getriebe, Wälzlager oder Antriebselemente sein, die durch die Bearbeitung des Metallschleifers die gewünschte glatte Oberfläche erhalten. Sie finden ihren Arbeitsplatz in Metall verarbeitenden Betrieben, aber auch im Fahrzeugbau oder in Gießereien.

## Entwicklung
Die Ausbildungsvorschriften für den Beruf aus dem Jahr 1939 sind veraltet. Es fehlt eine Ausbildungsordnung mit detaillierten Inhalten sowie modernen Prüfungsanforderungen. Das Bundesinstitut für Berufsbildung hat daher im Jahr 2009 diesen und weitere Berufe vor dem Inkrafttreten des Berufsbildungsgesetzes untersucht.
Das BiBB kommt in seiner Untersuchung zu dem Schluss, dass diese Ausbildungsberufe in einen neuen Ausbildungsberuf mit Schwerpunkten oder Fachrichtungen einfließen könnte. Als Arbeitstitel wurde Fachkraft für Metalltechnik gewählt. Der Beruf könnte einen breit angelegten Qualifizierungssockel umfassen und im zweiten Jahr eine Differenzierung in einzelne Bereiche vornehmen. Innerhalb dieses Berufes könnten die Qualifikationen eines Metallschleifers gemeinsam mit denen der Fräser und Schleifer in einem Schwerpunkt „Fräs- und Schleiftechnik“ gebündelt werden.
Denkbar wäre weiterhin, dass ein Auszubildender, der seine Ausbildung als Fachkraft für Metalltechnik erfolgreich abgelegt hat, seine Ausbildung in einem drei oder dreieinhalbjährigen industriellen Metallberuf fortsetzen kann, z. B. als Industriemechaniker oder Verfahrensmechaniker für Kunststoff- und Kautschuktechnik. Dabei sollte die bereits absolvierte Ausbildungszeit angerechnet werden.